# Ragman (Film)
Ragman (Originaltitel: Trick or Treat) ist ein US-amerikanischer Horrorfilm des Regisseurs und Schauspielers Charles Martin Smith aus dem Jahr 1986. Der Film ist das Regiedebüt Smiths und handelt von einem Schüler, der sich mit Hilfe eines auferstandenen Rockmusikers an seinen Mitschülern rächt. Die Inszenierung kam am 24. Oktober 1986 in die US-Kinos.
In Nebenrollen wirken Ozzy Osbourne als moralischer Prediger und Gene Simmons mit. Der Soundtrack zum Film stammt von Fastway, der Band des ehemaligen Motörhead-Gitarristen „Fast“ Eddie Clarke.

## Handlung
Der junge Metal-Fan Eddie „Ragman“ Weinbauer ist ein Außenseiter, der in seiner High School dem alltäglichen Hohn und Spott seiner Mitschüler ausgesetzt ist. Der personifizierte Verlierer leidet an sozialer Isolation und unterhält neben seinem Freund Roger keinerlei soziale Kontakte. Zudem ist er unglücklich in die attraktive Leslie verliebt, die ihn zunächst keines Blickes würdigt. Verbittert flüchtet Eddie in der Welt der Metalmusik, die ihm Zuversicht und Stärke gibt; gleichzeitig hält er so seine suizidalen Tendenzen unter Kontrolle.
Als eines Tages sein umstrittenes Idol, Heavy-Metal-Star Sammi Curr, 39-jährig in den Flammen eines Hotelzimmers verstirbt, bricht für Eddie eine Welt zusammen. Er sucht den Radiomoderator des örtlichen Hörfunks auf, der zur Überraschung des Jugendlichen eine noch unveröffentlichte Schallplatte des Metal-Stars für ihn bereithält. Beim Anhören der Aufnahme stellt Eddie fest, dass die Testpressung sich von den vorangegangenen Scheiben unterscheidet und geheime Rückwärtsbotschaften enthält. Diese nutzt der Verstorbene zur Kommunikation mit Eddie. Der Außenseiter gewinnt durch die Nachrichten aus dem Jenseits an Selbstbewusstsein. Entsprechend motiviert stellt er sich gegen seine ehemaligen Peiniger, allen voran Schulbösewicht Tim.
Sammi Curr, der berühmteste Sohn der Stadt, war zu Lebzeiten vor allem für seine obszönen Texte und rüden Bühnenshows bekannt, woraufhin die besorgte Elternvertretung ein Auftrittsverbot an der hiesigen High School erwirkte. Der teuflische Musiker sinnt auf Rache. Mit Hilfe seines treuesten Fans Eddie versucht er der baldigen Halloweenparty der Schule beizuwohnen.
Metal-Fan Eddie ahnt derweil nichts von dem unkontrollierbaren Eigenleben Currs. Das Leben des Einzelgängers ändert sich nachhaltig, er kommt seiner Angebeteten Leslie näher. Als er sich später der Folgen seiner Handlung bewusst wird, versucht er sein einstiges Idol aufzuhalten. Der wiedergeborene Skandal-Rocker taucht derweil in Menschengestalt bei einer Halloweenparty auf, wo er ein vielbeachtetes Konzert gibt, in deren Verlauf er die Zuhörer mit elektrischen Lichtblitzen niedermetzelt. Dem eintreffenden Eddie gelingt es mit Roger, Curr aufzuhalten; dennoch bricht eine Massenpanik aus.
Im Anschluss vernichtet Eddie alle Kopien der satanischen Scheibe. Er wähnt sich zunächst in Sicherheit. Bald stellt sich jedoch heraus, dass Radiomoderator Nuke eine Kopie der Aufnahme über den Äther senden will – natürlich rückwärts. Die damit einhergehende Wiederauferstehung Currs kann trotz aller Bemühungen nicht verhindert werden. Eddie meidet fortan alles Elektronische. Bald aber erkennt er, dass er sich seinem einstigen Helden und Mentor stellen muss, der eine sonderbare Anfälligkeit gegen Feuchtigkeit und Nässe besitzt. Da Curr das letzte Band seiner Botschaften beschützt, welches sich im Besitz des örtlichen Radiosenders befindet, versucht Eddie seinen Kontrahenten mit einer List wegzulocken. Er zieht Currs Aufmerksamkeit auf sich und führt ihn so vom Sender weg; später stürzen beide mit einem Auto eine halbfertige Brücke herunter. In den Fluten wird Sammi Curr letztendlich gebannt. Die beherzte Leslie zerstört unterdessen das teuflische Band. Am Ende sind Leslie und Eddie glücklich vereint.

## Kritiken
Das Lexikon des internationalen Films schrieb, die Mischung aus Horror- und Teenager-Film falle „nach einer vielversprechenden Exposition“ stark ab. Der Film sei „letztlich nur oberflächliche Unterhaltung.“